# Керол Галлагер
Керол Галлагер (англ. Carole Gallagher; 24 лютого 1923, Сан-Франциско, штат Каліфорнія, США — † 29 серпня 1966, Лос-Анджелес, штат Каліфорнія, США) — американська акторка 1940-х років.

## Біографія
Керол Галлагер народилася 24 лютого 1923 року в Сан-Франциско, штат Каліфорнія, США. Навчалася в каліфорнійській школі драми (англ. Californian drama school). Грала в фільмах відповідно до контракту з MGM і згодом RKO. Зазвичай грала в невеликих ролях як блондинка без тексту. Відома ролями в фільмах Сокіл Заходу (1944), The Denver Kid (англ.) (1948) і Піски Іодзіми (1949). З 1 січня 1943 року була одружена з зіркою ковбойських фільмів Діком Фораном, народила сина Шона (англ. Sean). Вони розлучилися 18 травня 1945 року. Вдруге одружилася 11 жовтня 1964 році з Лероєм Вінсентом Макпіком (англ. Leroy Vincent Mcpeek). Померла 29 серпня 1966 року в Лос-Анджелесі, штат Каліфорнія, США.

## Ролі в кіно
- 1942 — Personalities (англ.) — Sheila Brooks (screen test footage) (англ.)
- 1943 — Божевільна дівчина[en] — Showgirl (англ.)
- 1943 — The Falcon and the Co-eds (англ.) — Elsie, Co-ed (англ.)
- 1943 — Gangway for Tomorrow (англ.) — Peanuts Harris (англ.)
- 1944 — Сокіл Заходу[en] — Ванесса Дрейк (англ. Vanessa Drake)
- 1947 — Hit Parade of 1947 (англ.) — Girl in Mink Coat (англ.)
- 1948 — Blondie's Secret (англ.) — First Bathing Girl in Dream (англ.)
- 1948 — Homicide for Three (англ.) — Drunk (англ.)
- 1948 — Secret Service Investigator (англ.) — Newspaper Flirt (англ.)
- 1948 — The Denver Kid (англ.) — Барбара (англ. Barbara)
- 1949 — Піски Іодзіми[en] — USO Woman (англ.)